# Péter Pázmány

Péter Pázmány, latinizat Petrus Pázmány, (n. 4 octombrie 1570, Oradea – d. 19 martie 1637, Pojon, azi Bratislava) a fost un călugăr iezuit, scriitor latin și maghiar, arhiepiscop de Esztergom (cu sediul la Nagyszombat, Esztergomul aflându-se sub ocupație otomană), cardinal. A fost una din figurile cele mai reprezentative ale Contrareformei.

## Originea și studiile
Péter Pázmány s-a născut într-o familie nobiliară reformată (calvină) la Oradea. Tatăl său a ocupat demnități importante în cetate, între care și pe aceea de viceșpan (subprefect). Mama sa a murit când el avea doar vârsta de zece ani, iar tatăl său, unul din cei mai influenți oameni ai cetății, s-a recăsătorit cu Barbara Toldi, a cărei familie rămăsese în credința romano-catolică. În același timp își începuse activitatea la Cluj și Oradea iezuitul Ștefan Arator Szántó, ceea ce-l face pe Johann Schwickler, biograful lui Pázmány, să presupună că Barbara Toldi l-ar fi invitat pe părintele Arator în casa familiei Pázmány, fapt care ar fi facilitat contactul lui Péter Pázmány cu Ordinul iezuit. Din 1582 tânărul Pázmány a studiat la proaspăt înființatul colegiu iezuit din Cluj și în anul 1583 s-a convertit la credința romană. La vârsta de 17 ani, în 1587, a intrat în noviciatul iezuiților, pe care l-a absolvit prin depunerea voturilor. Între 1589-1596 și-a continuat studiile la Cracovia, Viena și la Roma, iar în același an 1596 a fost hirotonit preot.

## Activitatea

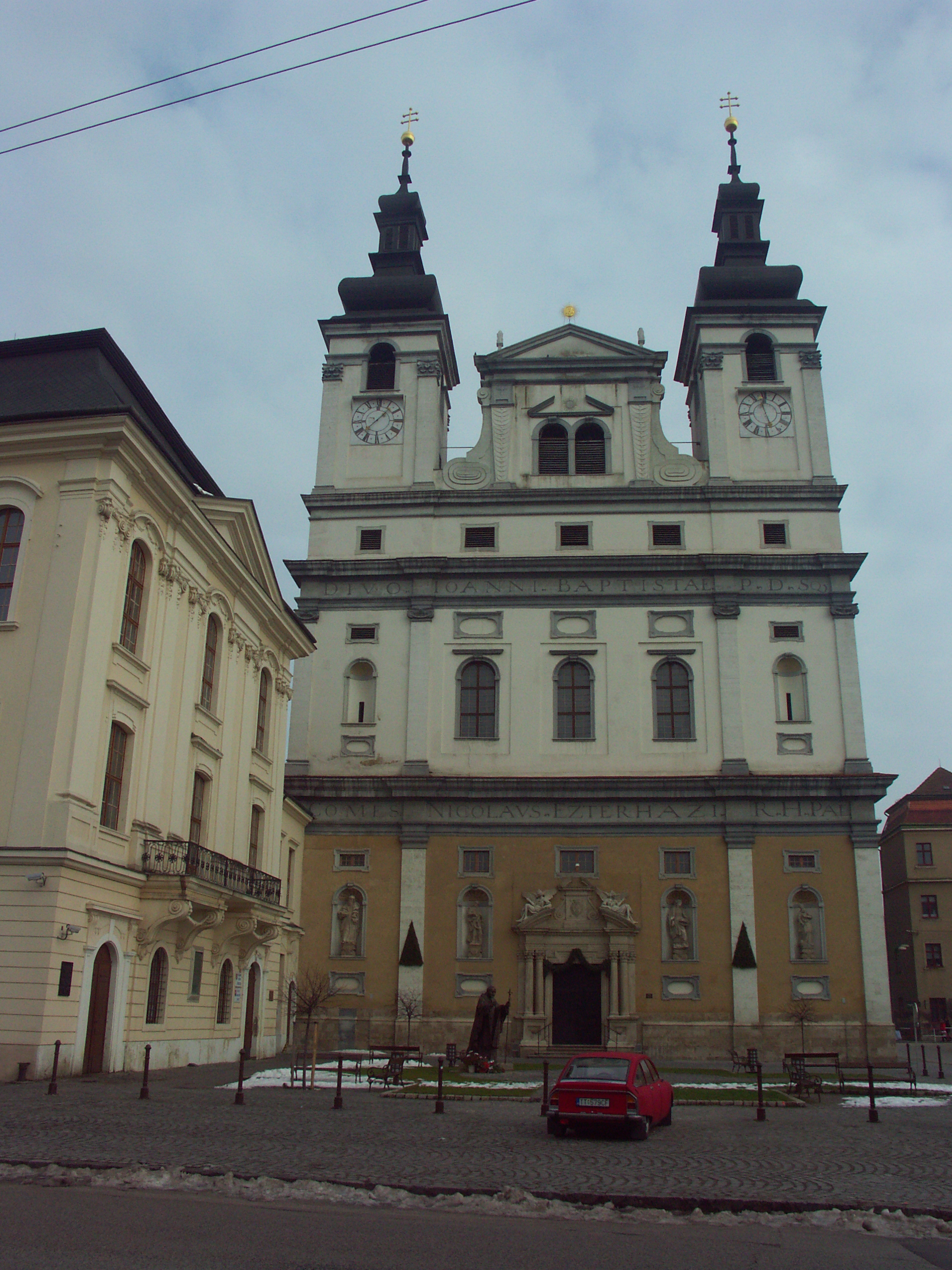
Catedrala din Nagyszombat, azi Trnava

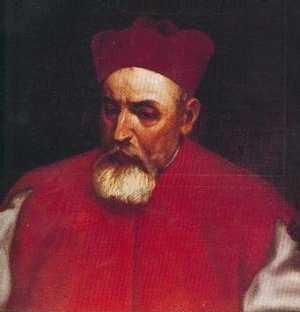
Petrus Pázmány la vârsta senectuții

### Profesor și scriitor
În anul 1597 fost promovat doctor în filosofie și a devenit prefectul de studii al studenților din Graz. Primul său post de profesor a fost la Universitatea din Graz, unde a predat filosofia, între 1597 și 1601, iar apoi, între 1603 și 1607, teologia. Din 1601, a fost trimis pentru doi ani în nordul Ungariei, la Trnava (Slovacia de astăzi), unde a desfășurat o rodnică activitate misionară.
În timpul anilor de învățământ, a fost deseori trimis ca misionar în Ungaria, unde catolicismul era amenințat. A început să scrie îndeosebi opere apologetice și biblice.
În 1607 arhiepiscopul de Esztergom Ferenc Forgách de Ghymes l-a numit consilier pentru problemele Bisericii din Ungaria. Cunoscând bine cultura și mediul ungar, Pázmány a scris din ce în ce mai mult: 13 opere apologetice. Influența sa readuce la catolicism vreo treizeci de familii aristocratice maghiare, iar împreună cu ele și locuitorii de pe domeniile lor. În 1608 a obținut și doctoratul în teologie, alături de cel în filosofie pe care-l obținuse în 1597.

### Arhiepiscop de Esztergom, primat al Ungariei. Cardinal
În anul 1616 cardinalul-arhiepiscop Francisc Forgách a trecut la cele veșnice, iar drept succesor al său în scaunul de arhiepiscop primat al Ungariei a fost ales Petrus Pázmány.
La o săptămână după numirea sa în fruntea ierarhiei catolice din Ungaria, Petrus Pázmány împlinea vârsta de 56 de ani și se bucura de un răsunător renume ca predicator, ca profesor și ca autor de literatură polemică.
Prima sa lucrare de seamă fusese publicată la Nagyszombat în 1603 cu titlul Răspuns la cartea lui Ștefan Magyari, predicatorul din Sárvár, despre motivele căderii țării. Pastorul Magyari căutase cu un an înainte să acrediteze ideea că dezastrul în care se găsea Ungaria ar fi o pedeapsă venită de la Dumnezeu pentru păcatele oamenilor și totodată un semn în direcția abandonării „falsei religii catolice”, adică a credinței romano-catolice. Concluzia lui Magyari era aceea că Dumnezeu nu va înceta să reverse necazuri asupra țării atâta timp cât vor exista în Ungaria fie cât de puțini „papiști”. Arhiepiscopul Forgách, pe atunci episcop de Nyitra, a pus reședința de vară de la Radosnya la dispoziția lui Pázmány, pentru ca retras în munți, să poată redacta în liniște un răspuns fundamentat atacurilor pastorului Magyari. În replica sa Pázmány a arătat cu acribie că dogmele și instituțiile prezentate de Magyari drept invenții papale își au suportul în evanghelii, deci în învățătura nemijlocită a lui Isus Cristos. Argumentului că biserica romană ar trebui părăsită pentru că la sânul ei se găsesc și oameni slabi, Pázmány i-a răspuns cu sfatul ca acela care dorește să abandoneze din acest motiv biserica Romei, să o facă doar atunci când va găsi o comunitate de credință sau de știință în care toți membrii sunt ireproșabili. Cu date din istorie a arătat că Regatul Ungariei a suferit și în trecut înfrângeri militare, din care însă de fiecare dată a găsit cu ajutorul lui Dumnezeu puterea să se ridice. Dacă în epoca de după Mohács țara nu mai dispune de resurse pentru a-și reveni, atunci acest lucru se datorează faptului că ocupanții turci au găsit în stările protestante aliați de nădejde, nicidecum existenței celor câtorva comunități catolice. Argumentele lui Pázmány au zdruncinat din temelii construcția teoretică a pastorului Magyari, ceea ce i-a făcut pe contemporani să exclame că în Ungaria se ridicase un nou profet.
După instalarea sa ca arhiepiscop-primat al Ungariei, cu reședința la Nagyszombat, Pázmány a pus în practică experiența și ideile sale la scara întregii părți din Ungaria care a rămăs neocupată de turci, cu excepția Transilvaniei, care devenise practic un principat protestant. În decurs de 31 de ani, până la moartea sa, peste jumătate din populația Ungariei libere avea să revină la credința catolică. Acest rezultat a fost în primul rând rodul politicii educaționale tridentine duse de noul arhiepiscop. Prin politica sa arhiepiscopul Pázmány a reușit să demonteze teza răspândită cu mult zel de tabăra protestantă că biserica Romei ar fi retrogradă, demodată și lipsită de spirit. Una din primele măsuri luate de Pázmány în noua lui calitate de arhiepiscop a fost întărirea prezenței iezuiților la Nagyszombat. Seminarul teologic de acolo, la vremea aceea singurul din toată Ungaria, fusese înființat de sibianul Nicolaus Olahus în anul 1567.
Deschiderea unui colegiu academic iezuit, alături de seminarul teologic de la Nagyszombat a fost prioritatea absolută a începutului pontificatului său. Noul colegiu academic și-a deschis porțile în 1619. Pe lângă acesta, prin eforturile concertate ale lui Pázmány și ale Ordinului Iezuit, au fost înființate colegii academice la Sopron, Homonna și, în ciuda opoziției înverșunate a autorităților din Pojon, chiar și acolo. Orașul servea la vremea respectivă drept capitală a Ungariei libere, fiind dominat de stările protestante.

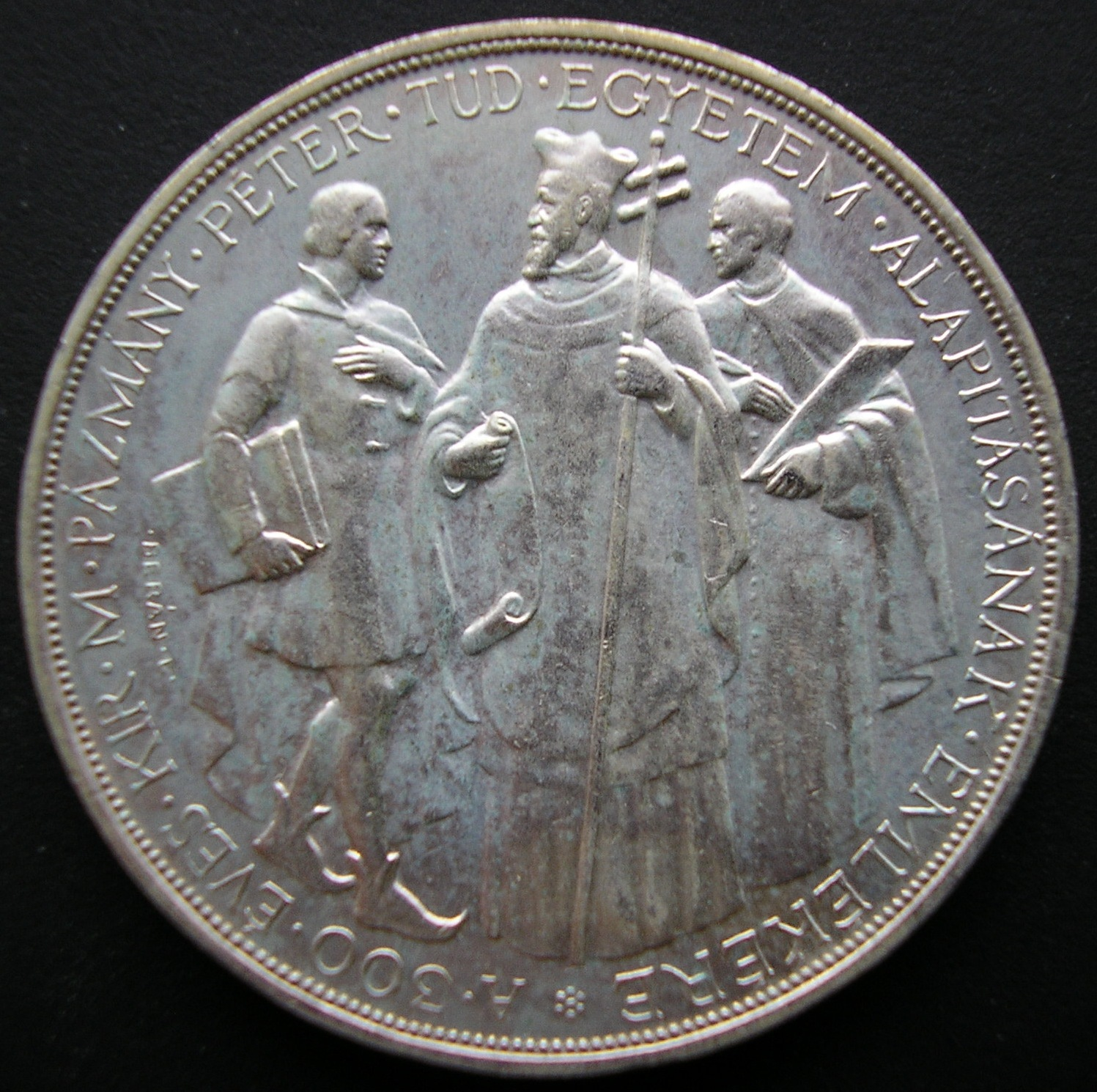
Monedă maghiară, cu valoare nominală de 2 pengö, de argint, cu titlul de 640‰, emisă în 1935, pentru sărbătorirea a 300 de ani de la fondarea universității fondate de Pázmány (avers); circular: A 300 ÉVES KIR PÁZMÁNY PÉTER TUD EGYETEM ALAPÍTÁSÁNAK EMLÉKÉRE; în centru: Péter Pázmány și doi studenți

În afară de Universitatea Nagyszombat și de numeroasele colegii de pe teritoriul Regatului Ungariei, cardinalul Pázmány a întemeiat și la Viena o instituție de învățământ care îi poartă numele, anume Collegium Pazmanianum, cunoscut în literatura română mai ales sub denumirea de „colegiul pazmanian”. Porțile Pazmaneumului au fost deschise în anul 1623 pe Johannesgasse, iar după mutarea și extinderea din 1631 seminarul putea primi anual 40 de noi alumni. Între românii care au studiat la Pazmaneum s-au numărat maramureșanul Ioan Giurgiu Patachi, cel care în 1713 devenea episcop unit, respectiv canonicul Vasile Rațiu, rector al Seminarului Teologic din Blaj.
În anul 1629 Péter Pázmány a fost ridicat la demnitatea de cardinal.

## Memoria
Universitatea din Budapesta a purtat până în anul 1950 numele lui Péter Pázmány. Din 1992 funcționează la Budapesta Universitatea Catolică Pázmány Péter, instituție recunoscută de Sfântul Scaun în anul 1999.